# Divízió II 2008
La Divízió II 2008 è la 2ª edizione del campionato di football americano di secondo livello, organizzato dalla MAFL.

## Squadre partecipanti
| Club                 | Città        | Stadio | Sponsor ufficiale | Risultato nella stagione 2007 |
| -------------------- | ------------ | ------ | ----------------- | ----------------------------- |
| Dunaújváros Gorillaz | Dunaújváros  |        |                   |                               |
| Eger Heroes          | Eger         |        |                   |                               |
| Kaposvár Golden Fox  | Kaposvár     |        |                   |                               |
| Miskolc Steelers     | Miskolc      |        |                   |                               |
| Nyíregyháza Tigers   | Nyíregyháza  |        |                   |                               |
| Pécs Gringos         | Pécs         |        |                   |                               |
| Szombathely Fighters | Szombathely  |        |                   |                               |
| Újpest Bulldogs      | Budapest     |        |                   |                               |
| Veszprém Wildfires   | Veszprém     |        |                   |                               |
| Zala Predators       | Zalaegerszeg |        |                   |                               |

## Stagione regolare

### Calendario

#### 1ª giornata
| 22 marzo 2008 | Dunaújváros Gorillaz | 13 – 0 | Újpest Bulldogs | (200 spett.) |

#### 2ª giornata
| Eger 29 marzo 2008 | Eger Heroes | 6 – 13 | Dunaújváros Gorillaz | Városi Sportpálya (100 spett.) |

| Zalaegerszeg 30 marzo 2008 | Zala Predators | 27 – 6 | Veszprém Wildfires | Ifjúsági Sportcentrum |

#### 3ª giornata
| Budapest 5 aprile 2008 | Újpest Bulldogs | 6 – 14 | Miskolc Steelers | Tunsgram Pálya (240 spett.) |

| 5 aprile 2008 | Nyíregyháza Tigers | 27 – 0 | Kaposvár Golden Fox |  |

#### 4ª giornata
| 12 aprile 2008 | Pécs Gringos | 13 – 3 | Veszprém Wildfires |  |

| 13 aprile 2008 | Eger Heroes | 12 – 26 | Nyíregyháza Tigers |  |

#### 5ª giornata
| 19 aprile 2008 | Veszprém Wildfires | 20 – 2 | Szombathely Fighters |  |

| 20 aprile 2008 | Miskolc Steelers | 14 – 6 | Dunaújváros Gorillaz |  |

#### 6ª giornata
| 1º maggio 2008 | Zala Predators | 27 – 12 | Miskolc Steelers |  |

| 1º maggio 2008 | Nyíregyháza Tigers | 56 – 6 | Újpest Bulldogs |  |

#### 7ª giornata
| 10 maggio 2008 | Kaposvár Golden Fox | 47 – 7 | Szombathely Fighters |  |

| 12 maggio 2008 | Pécs Gringos | 6 – 33 | Zala Predators |  |

#### 8ª giornata
| 17 maggio 2008 | Miskolc Steelers | 45 – 28 | Eger Heroes |  |

| 17 maggio 2008 | Veszprém Wildfires | 12 – 9 | Kaposvár Golden Fox |  |

#### 9ª giornata
| 24 maggio 2008 | Szombathely Fighters | 0 – 25 | Pécs Gringos |  |

| 25 maggio 2008 | Dunaújváros Gorillaz | 20 – 53 | Nyíregyháza Tigers |  |

#### 10ª giornata
| 31 maggio 2008 | Eger Heroes | 13 – 3 | Veszprém Wildfires |  |

| 1º giugno 2008 | Zala Predators | 58 – 0 | Kaposvár Golden Fox |  |

#### 11ª giornata
| Budapest 8 giugno 2008 | Újpest Bulldogs | 7 – 0 | Szombathely Fighters | Tunsgram Pálya |

#### 12ª giornata
| 14 giugno 2008 | Nyíregyháza Tigers | 30 – 14 | Miskolc Steelers |  |

| 15 giugno 2008 | Dunaújváros Gorillaz | 5 – 0 | Pécs Gringos |  |

#### 13ª giornata
| Budapest 21 giugno 2008 | Újpest Bulldogs | 14 – 26 | Eger Heroes | Szilágyi-Tábor utcai Sporttelep |

| 21 giugno 2008 | Szombathely Fighters | 0 – 18 | Zala Predators |  |

| 22 giugno 2008 | Kaposvár Golden Fox | 16 – 13 | Pécs Gringos |  |

### Classifiche
Le classifiche della regular season sono le seguenti:
- PCT = percentuale di vittorie, G = partite giocate, V = partite vinte,  P = partite perse, PF = punti fatti, PS = punti subiti

#### Girone A
| Pos. | Squadra              | PCT   | G | V | N | P | PF  | PS  |
| ---- | -------------------- | ----- | - | - | - | - | --- | --- |
| 1    | Nyíregyháza Tigers   | 1.000 | 5 | 5 | 0 | 0 | 192 | 52  |
| 2    | Miskolc Steelers     | .600  | 5 | 3 | 0 | 2 | 99  | 97  |
| 3    | Dunaújváros Gorillaz | .600  | 5 | 3 | 0 | 2 | 57  | 73  |
| 4    | Eger Heroes          | .400  | 5 | 2 | 0 | 3 | 85  | 101 |
| 5    | Újpest Bulldogs      | .200  | 5 | 1 | 0 | 4 | 33  | 109 |

#### Girone B
| Pos. | Squadra              | PCT   | G | V | N | P | PF  | PS  |
| ---- | -------------------- | ----- | - | - | - | - | --- | --- |
| 1    | Zala Predators       | 1.000 | 5 | 5 | 0 | 0 | 163 | 24  |
| 2    | Pécs Gringos         | .400  | 5 | 2 | 0 | 3 | 57  | 57  |
| 3    | Veszprém Wildfires   | .400  | 5 | 2 | 0 | 3 | 44  | 64  |
| 4    | Kaposvár Golden Fox  | .400  | 5 | 2 | 0 | 3 | 72  | 117 |
| 5    | Szombathely Fighters | .000  | 5 | 0 | 0 | 5 | 9   | 117 |

## Playoff

### Tabellone
|  | Semifinali | Semifinali         | Semifinali |                |    | II Pannon Bowl     | II Pannon Bowl | II Pannon Bowl |  |
|  |            |                    |            |                |    |                    |                |                |  |
|  | A1         | Nyíregyháza Tigers | 21         |                |    |                    |                |                |  |
|  | A1         | Nyíregyháza Tigers | 21         |                |    |                    |                |                |  |
|  | B2         | Pécs Gringos       | 0          |                |    |                    |                |                |  |
|  | B2         | Pécs Gringos       | 0          |                | A1 | Nyíregyháza Tigers | 36             |                |  |
|  |            |                    |            |                | A1 | Nyíregyháza Tigers | 36             |                |  |
|  |            |                    | B1         | Zala Predators | 20 |                    |                |                |  |
|  | B1         | Zala Predators     | B1         | Zala Predators | 20 | 37                 |                |                |  |
|  | B1         | Zala Predators     |            |                |    |                    |                |                |  |
|  | A2         | Miskolc Steelers   | 0          |                |    |                    |                |                |  |

### Semifinali
| Nagykálló 29 giugno 2008 | Nyíregyháza Tigers | 21 – 0 | Pécs Gringos | Sporttelep |

| 29 giugno 2008 | Zala Predators | 37 – 0 | Miskolc Steelers |  |

### II Pannon Bowl
| Balatonalmádi 5 luglio 2008 | Nyíregyháza Tigers | 36 – 20 | Zala Predators | (450 spett.) |

## Verdetti
- Nyíregyháza Tigers Vincitori della Divízió II 2008